# Одубон (Міннесота)
Одубон (англ. Audubon) — місто (англ. city) в США, в окрузі Бекер штату Міннесота. Населення — 560 осіб (2020).

## Географія
Одубон розташований за координатами 46°51′46″ пн. ш. 95°58′52″ зх. д. / 46.86278° пн. ш. 95.98111° зх. д. (46.862816, -95.981103).  За даними Бюро перепису населення США в 2010 році місто мало площу 1,45 км², з яких 1,44 км² — суходіл та 0,01 км² — водойми.

## Демографія
Згідно з переписом 2010 року, у місті мешкало 519 осіб у 194 домогосподарствах у складі 132 родин. Густота населення становила 358 осіб/км².  Було 228 помешкань (157/км²).
Расовий склад населення:
| - 93,4 % — білих - 2,1 % — корінних американців - 1,7 % — чорних або афроамериканців - 0,2 % — азіатів |

До двох чи більше рас належало 2,5 %. Частка іспаномовних становила 0,0 % від усіх жителів.
За віковим діапазоном населення розподілялося таким чином: 31,6 % — особи молодші 18 років, 57,6 % — особи у віці 18—64 років, 10,8 % — особи у віці 65 років та старші. Медіана віку мешканця становила 29,4 року. На 100 осіб жіночої статі у місті припадало 106,0 чоловіків;  на 100 жінок у віці від 18 років та старших — 99,4 чоловіків також старших 18 років.
Середній дохід на одне домашнє господарство  становив 61 064 долари США (медіана — 55 588), а середній дохід на одну сім'ю — 62 109 доларів (медіана — 56 813). За межею бідності перебувало 19,0 % осіб, у тому числі 30,0 % дітей у віці до 18 років та 15,6 % осіб у віці 65 років та старших.
Цивільне працевлаштоване населення становило 323 особи. Основні галузі зайнятості: виробництво — 26,9 %, освіта, охорона здоров'я та соціальна допомога — 20,1 %, мистецтво, розваги та відпочинок — 7,1 %, публічна адміністрація — 6,2 %.